# Stupa (Dubrovačko Primorje)
Stupa is een plaats in de gemeente Dubrovačko Primorje in de Kroatische provincie Dubrovnik-Neretva. De plaats telt 73 inwoners (2001).